# Seznam slovenskih filmskih režiserk
Seznam slovenskih režiserk zajema vse režiserke, ki so režirale filme ali avdiovizualna dela, ki jih štejemo za slovenske. To so filmi v slovenščini, filmi večinsko financirani s strani SFC, filmi manjšinsko financirani s strani SFC, filmi večinsko financirani s strani zasebnih produkcijskih hiš s sedežem v Sloveniji, filmi manjšinsko financirani s strani zasebnih produkcijskih hiš s sedežem v Sloveniji, filmi posneti na ozemlju Republike Slovenije in filmi z delno ali večinsko slovensko zasedbo. Na seznamu so režiserke, ki so s svojimi deli vplivale na slovenski filmsko kulturni prostor in so z njim povezane.   
- Seznam režiserk slovenskih celovečernih filmov
- Seznam slovenskih režiserk avdiovizualnih del